# Hermes
Hermes  este zeul mesager din mitologia greacă, fiul lui Zeus și al pleiadei Maia.  Este considerat și protector al curierilor,  păstorilor, cartoforilor, mincinoșilor, hoților negustorilor și oratorilor. Încălțat în sandale cu aripi, are capacitatea de a se mișca rapid între lumea pământească și lumea divină. El are și rolul de a călăuzi morții în lumea de dincolo. Acestui zeu îi sunt dedicate o serie de imnuri homerice.
Atributele și simbolurile sale includ herma, cocoșul, broasca țestoasă, geanta sau punga, sandalele cu aripi și coiful cu aripi, precum și palmierul, capra, numărul patru, peștele și tămâia.
Dar cel mai important simbol este caduceul, un toiag înaripat împletit cu doi șerpi copulând. Atributele sale  sunt influențate  de zeul etrusc  Turms, un nume împrumutat de la grecescul „herma”. În mitologia romană, Hermes este cunoscut și ca Mercur, un nume derivat din latinescul merx, care înseamnă „marfă”. 

## Etimologia numelui

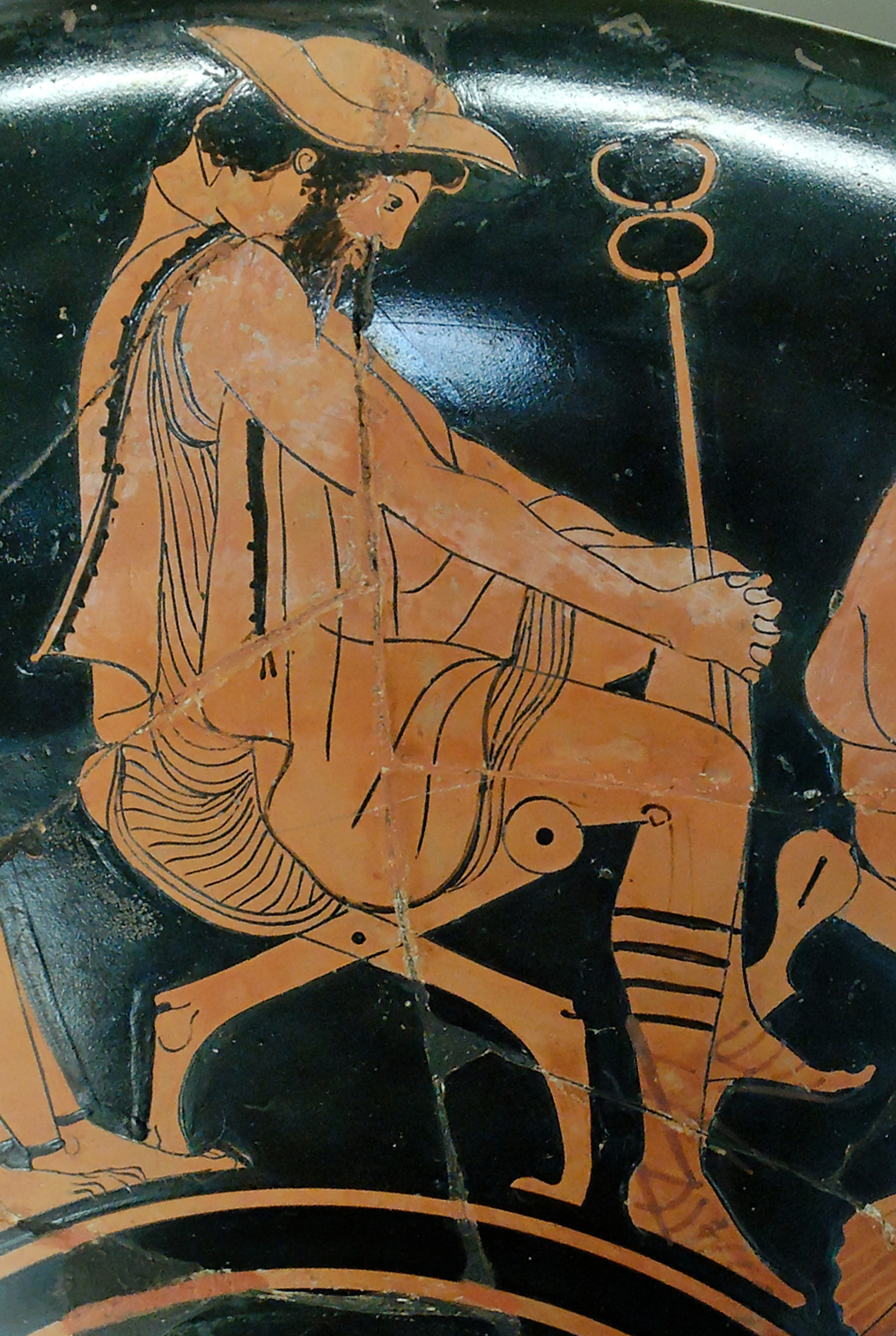
Hermes și caduceul său, pictat pe un vas de ceramică, anii 480–470 î. Hr.

„Hermes pare să se refere într-un fel la rostire, căci a fi interpret (hermeneús) și vestitor și hoțoman și amăgitor în vorbe și încă iscusit în negustorie, ei bine, toate aceste îndeletniciri țin de virtutea cuvântului. Or, așa cum am spus-o mai sus, a vorbi ( eírein) înseamnă a te folosi de cuvânt, iar acel emésato, adesea întrebuințat de Homer, înseamnă a iscodi în tot felul. Din aceste două elemente, deci, a vorbi și a face iscodit cuvântul (căci légein e tot una cu eirein) ni-l înfățișează — ca să spunem așa — legiuitorul pe acest zeu: «Voi, oamenii, celui care a făcut vorbirea iscoditoare (tò eírein emésato), pe drept i-ați spune Eirémes. Noi însă, închipuindu-ne că-i înfrumusețăm numele îi spunem Hermes.»”
Cea mai veche formă a numelui Hermes este din greaca miceniană   hermāhās,   scrisă   e-ma-ha în scriptul silabic Liniar B.  Majoritatea cărturarilor derivă „Hermes” din greaca ἕρμα herma,  care semnifică „grămadă de piatră”. 
Etimologia lui ἕρμα în sine este necunoscută, dar probabil nu este un cuvânt proto-indo-european.  R. S. P. Beekes respinge legătura cu herma și sugerează o origine pre-greacă.   Cu toate acestea, etimologia pietrei este legată și de indo-europeanul * ser- („a lega, a pune împreună”). Se contestă speculațiile științifice că „Hermes” derivă dintr-o formă mai primitivă care înseamnă „un mormânt”.   Alți cercetători au sugerat că Hermes ar putea fi un înrudit cun  cu  Sarama, un zeu vedic.  
Este probabil ca Hermes să fie un zeu pre-elen, deși originile exacte ale închinării sale și natura sa originală rămân neclare. Frothingham a crezut că zeul a existat ca un zeu-șarpe mesopotamian, similar sau identic cu Ningishzida, un zeu care a servit ca mijlocitor între oameni și divin, în special Ishtar, și care a fost pictat  ca un caduceu. Angelo   consideră că Hermes se bazează pe arhetipul Thot.  Absorbția („combinarea”) atributelor lui Hermes cu cele ale lui Thot s-a dezvoltat după epoca lui Homer printre greci și romani; Herodot a fost primul care a identificat zeul grec cu zeul egiptean (Hermopolis), Plutarh și Diodor, deși Platon a considerat că zeii nu sunt similari (Friedlander 1992).  
Cultul său a fost stabilit în Grecia în regiuni îndepărtate, făcându-l probabil inițial un zeu al naturii, al fermierilor și al păstorilor. De asemenea, este posibil ca de la început să fi fost o zeitate cu atribute șamanice legate de divinație, reconciliere, magie, sacrificii și inițiere și contact cu alte planuri ale existenței, un rol de mediator între lumile vizibilului și invizibilului.  Conform unei teorii care a primit o acceptare științifică considerabilă, Hermes își are originea după zeul  Pan, care a fost identificat ca un reflex al zeului pastoral proto-indo-european  Péh usōn . Mai târziu, epitetul a înlocuit numele original    și Hermes a preluat rolurile de zeu al mesagerilor, călătorilor și granițelor, care aparținuseră inițial lui Pan, în timp ce Pan însuși a continuat să fie venerat  cu  numele său original în aspectul său mai rustic ca zeul sălbaticului în regiunea montană relativ izolată din Arcadia. În miturile ulterioare, după ce cultul lui Pan a fost reintrodus în Attica, se spune că Pan era fiul lui Hermes.

## Caracterizare

### Epitete

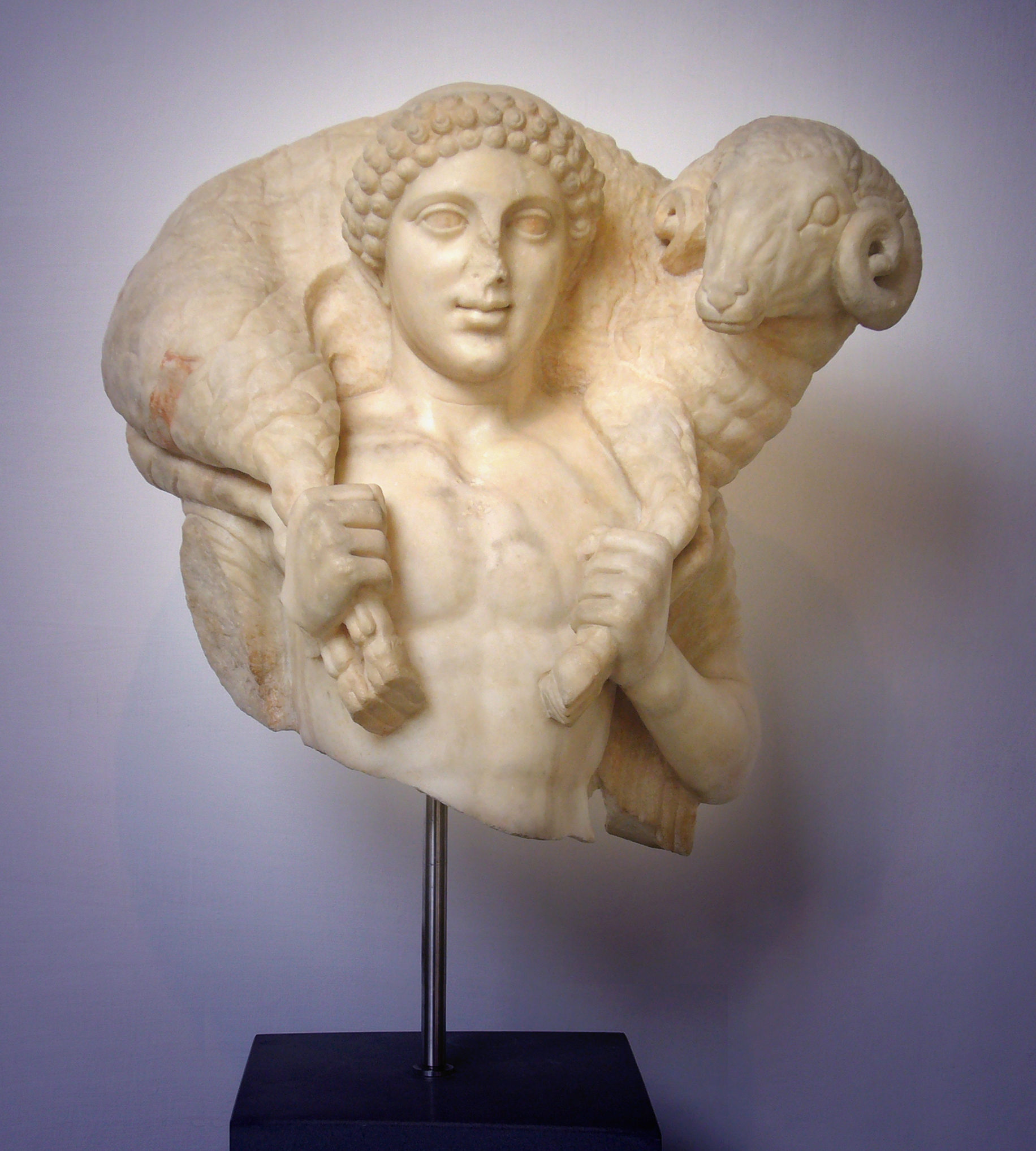
Hermes Kriophorus

- Argeiphontes (Αργειφοντης), însemnând „ucigașul lui Argus”. Hermes ucide  titanul Argus ca să o salveze pe muritoarea Io[17];
- Acacesius, însemnând „venit din Arcadia”;
- Atlantiades (Ατλαντιάδης), datorită faptului că mama sa, Maia, era fiica titanului Atlas;
- Kriophorus, însemnând „baci al berbecilor”;
- Oneiropompus - „aducătorul viselor”;
- Nomius, epitet folosit în descrierea divinităților ce vegheau peste pășunatul animalelor, ca Hermes,  Pan și Apolo;
- Eriunius - „aducător de noroc”;

### Atribute
Hermes este reprezentat ca un tânăr atletic și uneori, ca un bărbat bărbos. El poartă o pălărie, sandale cu aripi și o mantie scurtă. În mână ține mereu caduceul. În rolul său de psihopomp, Hermes este descris ca fiind „păstorul” celor morți. Hermes este menționat ca aducător de noroc și dătător de har. Printre animalele sale simbol se numără șarpele,
cocoșul, maimuța și broasca țestoasă, ucisă pentru crearea lirei.

### Prezentare

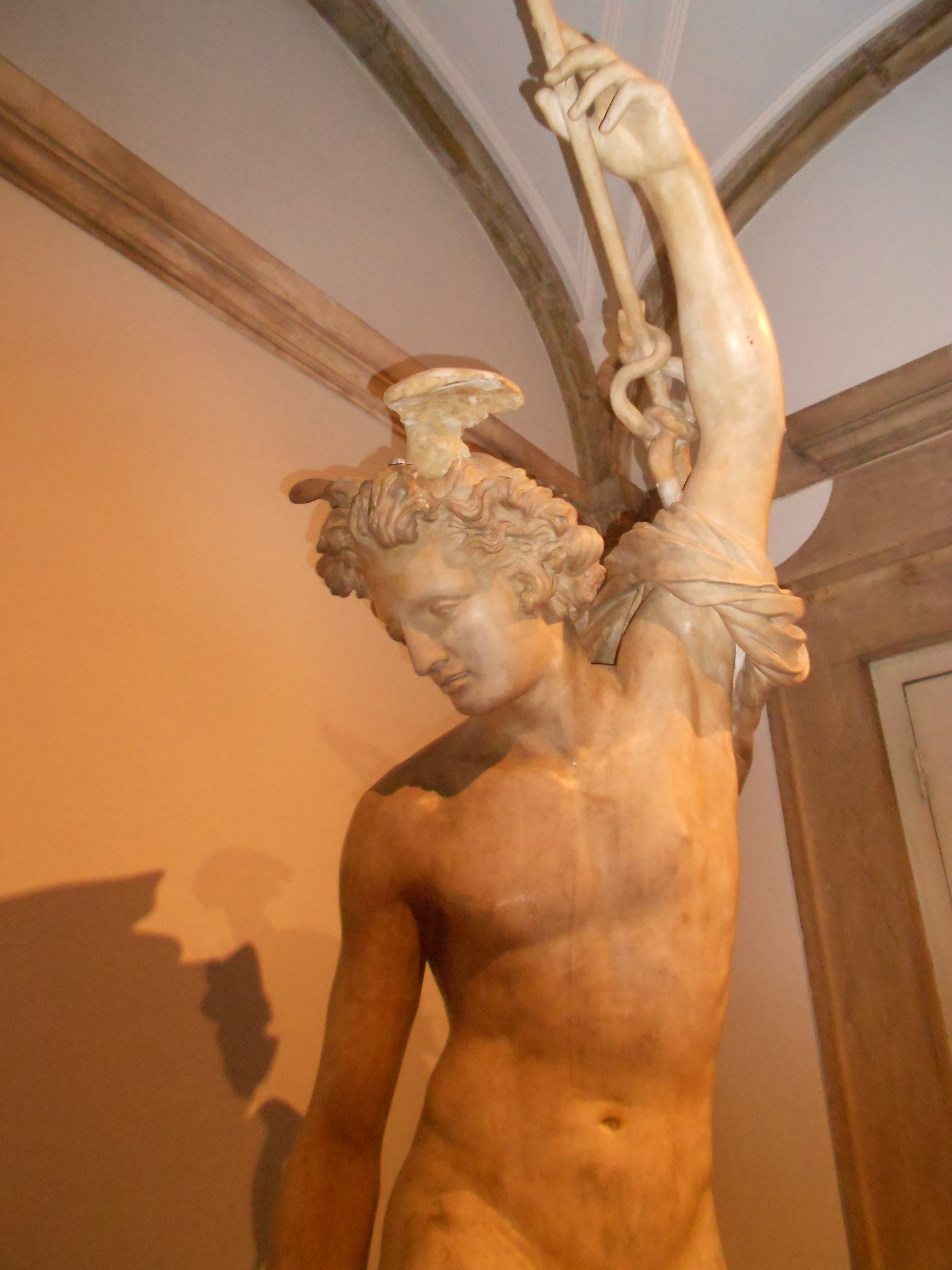
Sculptură cu Hermes ținând caduceul
(Palatul Santos, Lisabona)

De fapt sunt în tradiția greacă doi zei Hermes, suprapuși dar necontopiți total, considerați de obicei ca două ipostaze ale aceluiași zeu și uneori chiar ca divinități deosebite:
- Hermes arcadianul, socotit fiu al lui Zeus și al pleiadei Maia, era un zeu de rang secundar și mesager al zeilor din Olimp, totuși investit cu numeroase atribute care îi compun o structură eclestică, aproape paradoxală. Divinitate sincretică, rezultată din fuziunea mai multor zeități arhaice locale, Hermes Arcadianul (numit uneori și Hermes Psyhopompos - Călăuza sufletelor spre Hades) devine cu vremea zeu pastoral, ocrotind turmele și cirezile; apoi, venerat în cetăți, este zeul negustorilor greci, dar totodată și oratorul arhetipal (socotit de tradiție descoperitorul elocvenței), un zeu călător, atlet, patron al jocurilor și exercițiilor gimnastice, protector al memoriei didactice și al școlilor, paznicul sacru al drumurilor și porților de acces, inventatorul țiterei sau al lirei (pe care, potrivit imnului homeric Către Hermes, I - a confecționat-o dintr-o carapace de broască țestoasă, înfigând în ea 7 tulpini retezate de trestie pentru susținerea coardelor din mațe de oaie și înfășurând cutia de rezonanță în piele de bou, brațele lirei fiind lucrate tot din trestie sau dintr-un lemn curbat).

Acest Hermes a ajuns patron chiar și al hoților, dar și simbol al forței profetice (întrucât el dirija spre oameni visele premonitorii emanate de Zeus); dar era și simbolul planetei Mercur (grec. Hermes). Paralel, există și cultul unui Hermes falic, care, deși secundar, pare să divulge o origine culturală primitivă (ερμης - piatră falică); astfel, el reprezintă la un moment dat idealul elen al efebului. Ca pereche erotică a Afroditei, simbolizează împreună cu ea cele două principii, masculin și feminin, ale succesiunii generațiilor. În plus, ar fi fost și zeu al vântului, de unde, după unii interpreți, ar deriva funcția sa principală, de mesager al Olimpului. Apolo îi dăruiește lui Hermes vestitul caduceu, care ajunge simbolul nedespărțit al lui Hermes, completat cu alte două simboluri: pălăria cu boruri largi și sandalele înaripate de aur. Tot Apollon l-a investit cu funcția de crainic divin. Lukian din Samosata îi face un portret complex și ironic, în autocaracterizare ("Sunt singurul dintre zei care nu apuc să dorm nici noaptea, căci sunt nevoit să conduc sufletele în lăcașul lui Pluton" sau: "Ziua stau în palestre, servesc de crainic în adunări și dau povețe oratorilor; mai trebuie să fac ordine și în treburile celor morți" - Dialogurile zeilor, XXIV).
- Hermes Trismegistus este un zeu sapiențial, în ipostaza sa de zeu triplu, recompus în miturile grecești după modelul zeului egiptean Thot, dar adesea fiind numai numele onorific grec al acestuia. Hermes Trismegistus este zeul cunoașterii secretelor divine, autorul unor cărți inițiatice sacre, hermetice (preluate de la Thot), zeu cu atributul profeției, educator al preoților, legislator, astronom și astrolog, ocrotitorul scrisului, al geografiei și cosmografiei și patronul medicinei, deopotrivă inventatorul vorbirii articulate, al ritualului sacrificiilor, al scrierii, al palestrelor, al lirei cu 3 coarde și descoperitorul măslinului. Dintre autorii antici, Diodor din Sicilia îl identifică total cu zeul egiptean Thot. De altfel, sărbătorile consacrate lui Hermes aveau o nuanță intelectuală.

## Mitologie

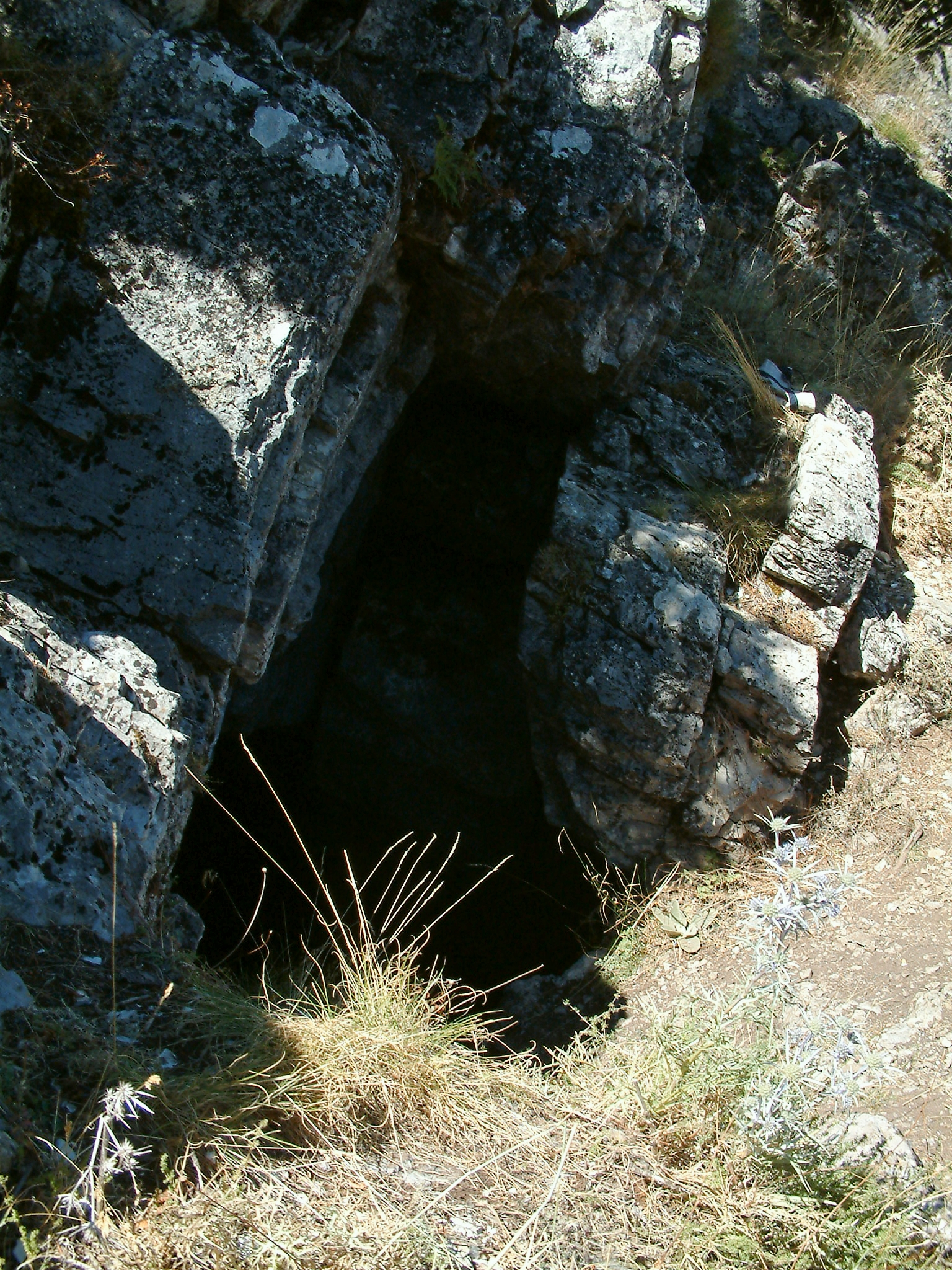
Peștera Kyllini, locul legendar al nașterii lui Hermes.

Hermes s-a născut într-o peșteră pe muntele Cyllene, din Arcadia. Abia născut, copilul a ieșit din scutece și a fugit pînă în Tesalia, de unde a furat cirezile pe care le păștea acolo fratele său, Apollo. Nimeni nu l-a văzut în afară de un cioban, pe nume Battus. După ce a ascuns animalele, Hermes s-a întors înapoi în peștera în care s-a născut. Acolo, la intrare, a găsit o broască țestoasă și, cu ingeniozitatea-i caracteristică, a întocmit din carapacea ei o liră. Între timp, Apollo a luat urma hoțului și, ajuns la peștera cu pricina, l-a silit pe Hermes să-i înapoieze vitele. Auzind însă sunetul minunat al lirei, zeul s-a învoit să i le lase în schimbul noului instrument. Mândru de istețimea fiului său, Zeus l-a făcut pe Hermes mesagerul zeilor. 
În această calitate, în majoritatea legendelor Hermes joacă un rol secundar. El participă, de pildă, la gigantomahie, le însoțește pe cele trei zeițe olimpiene (Atena, Hera, Afrodita)  pe muntele Ida, conducându-le în fața judecății lui Paris. Acest eveniment cauzează Războiul Troian. În Iliada, Hermes joacă un rol neutru, dar îl ghidează pe regele Priam să ajungă în tabăra grecilor, ca să-și poată lua acasă fiul mort, Hector. În Odiseea îl ajută pe Odiseu să învingă vrăjile Circei, sfătuindu-l să mănânce o plantă fermecată. În alte mituri, zeul îl salvează pe Ares dintr-un vas de aramă în care fusese întemnițat de Otus și Ephialtes, mijlocește târgul dintre Heracles și Omphale, îl însoțește prin lume pe micul Dionis, urmărit de mânia Herei, și altele.

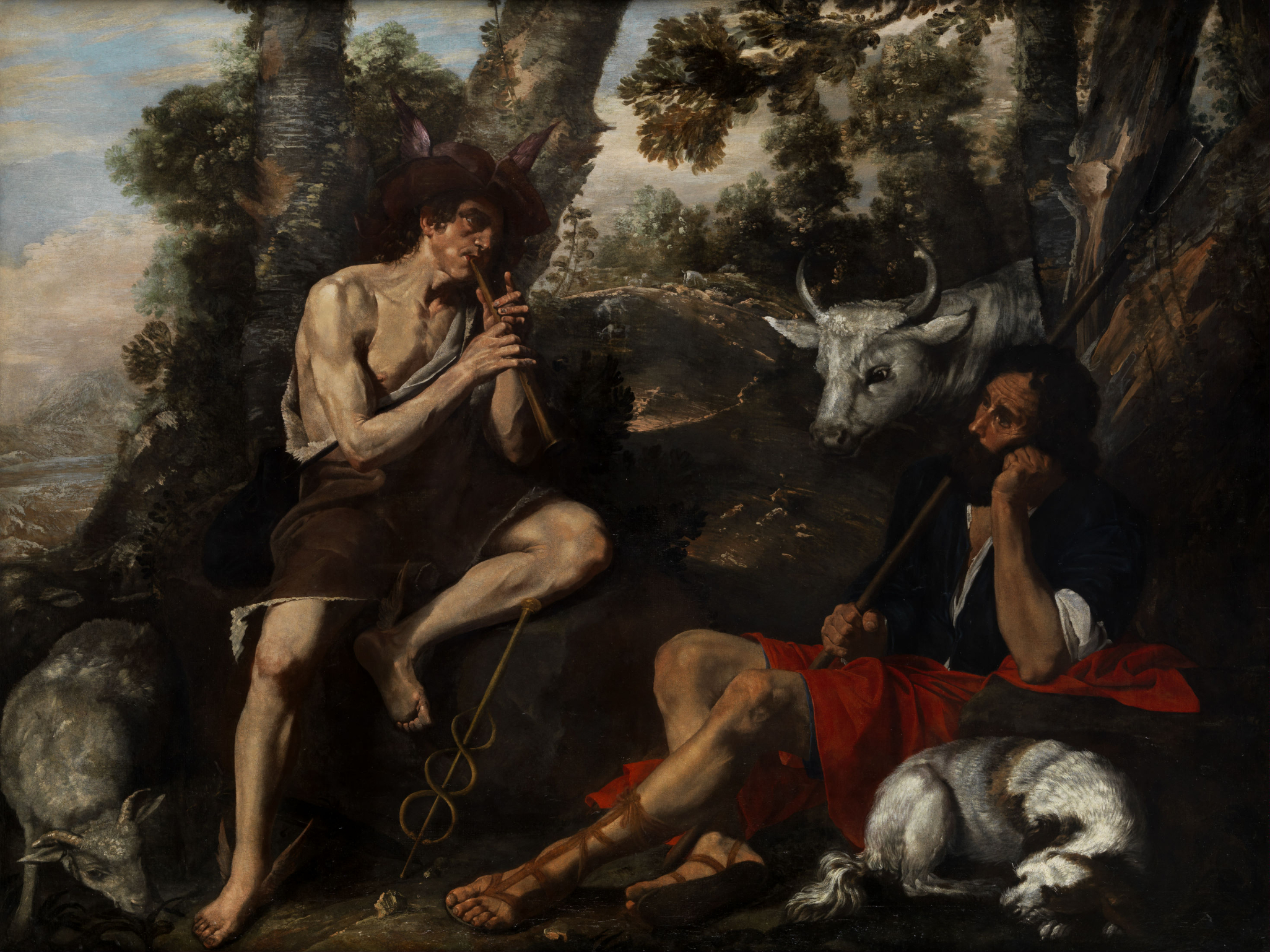
Pictură cu Hermes adormindu-l pe Argus.
(Hendrick de Somer)

În mitul lui Io, Hermes are sarcina de a o salva pe iubita muritoare a lui Zeus, păzită de titanul cu o mie de ochi, Argus. Aceasta fusese prefăcută în junică ca să nu îi stârnească gelozia soției lui Zeus, Hera. Hermes se deghizează în păstor și, când îl întâlnește pe Argus, îi cântă la fluier până când îl adoarme. Având toți ochii închiși, Hermes îi taie titanului capul. Io este astfel eliberată. Hera, descoperind apoi crima, ia ochii lui Argus și în pune pe coada păunului.
În mitul răpirii Persefonei, Hermes este trimis de Zeus să o ia pe fiica Demetrei din Infern. Acesta o călăuzește pe Persefona înapoi pe pâmânt, reînmânând-o mamei ei.
Hermes intervine și în povestea eroului Perseu pe care, alături de Atena, îl ajută să o ucidă pe Medusa. Hermes îi dăruiește o sabie și îi împrumută perechea sa de sandale înaripate. Atena îi înmânează eroului un scut din aur, cu care să se ferească de privirea mortală a Medusei. 

### Progeniturile lui Hermes
- Pan, zeu pastoral, în mitologia greacă, fiul lui Hermes și a nimfei Dryope
- Hermaphroditus, ființă fabuloasă, socotită odraslă a zeilor Hermes și Afrodita
- Priapus, considerat fiul lui Hermes si al Afroditei. El simbolizează fecunditatea grădinelor și livezilor.
- Tyhe, zeița destinului, hazardului și norocului, Tyhe (grec. Τύχη) este, conform unor surse, fiica lui Hermes si Afrodita.
- Autolykos, fiul zeului Hermes, hoț de maximă abilitate în arta furtului

### Pederastie
Hermes iubea, de asemenea, tineri, în relații pederastice, dându-le lecții despre de lupte, atletism, păstorit, poezie și muzică. Photius a scris că Polydeuces (Polux), unul dintre Dioscuri, a fost un iubit al lui Hermes, căruia i-a dăruit calul tesalian Dotor. Amphion a devenit un mare cântăreț și muzician după ce iubitul său Hermes l-a învățat să cânte și i-a dăruit o liră de aur. Se spune că Crocus era un iubit al lui Hermes și a fost ucis din greșeală de zeu într-un joc de disc, când s-a ridicat în picioare pe neașteptate; cum sângele nefericitului tânăr s-a scurs pe pământ, a luat naștere floarea de șofran. Perseu a primit obiectele divine (talaria, petasul și coiful întunericului) de la Hermes pentru că îl iubea, iar despre Daphnis, un păstor sicilian despre care se spune că ar fi inventatorul poeziei pastorale, se spune că ar fi fiul sau iubitul lui Hermes.

## Cultul lui Hermes

### Răspândire geografică

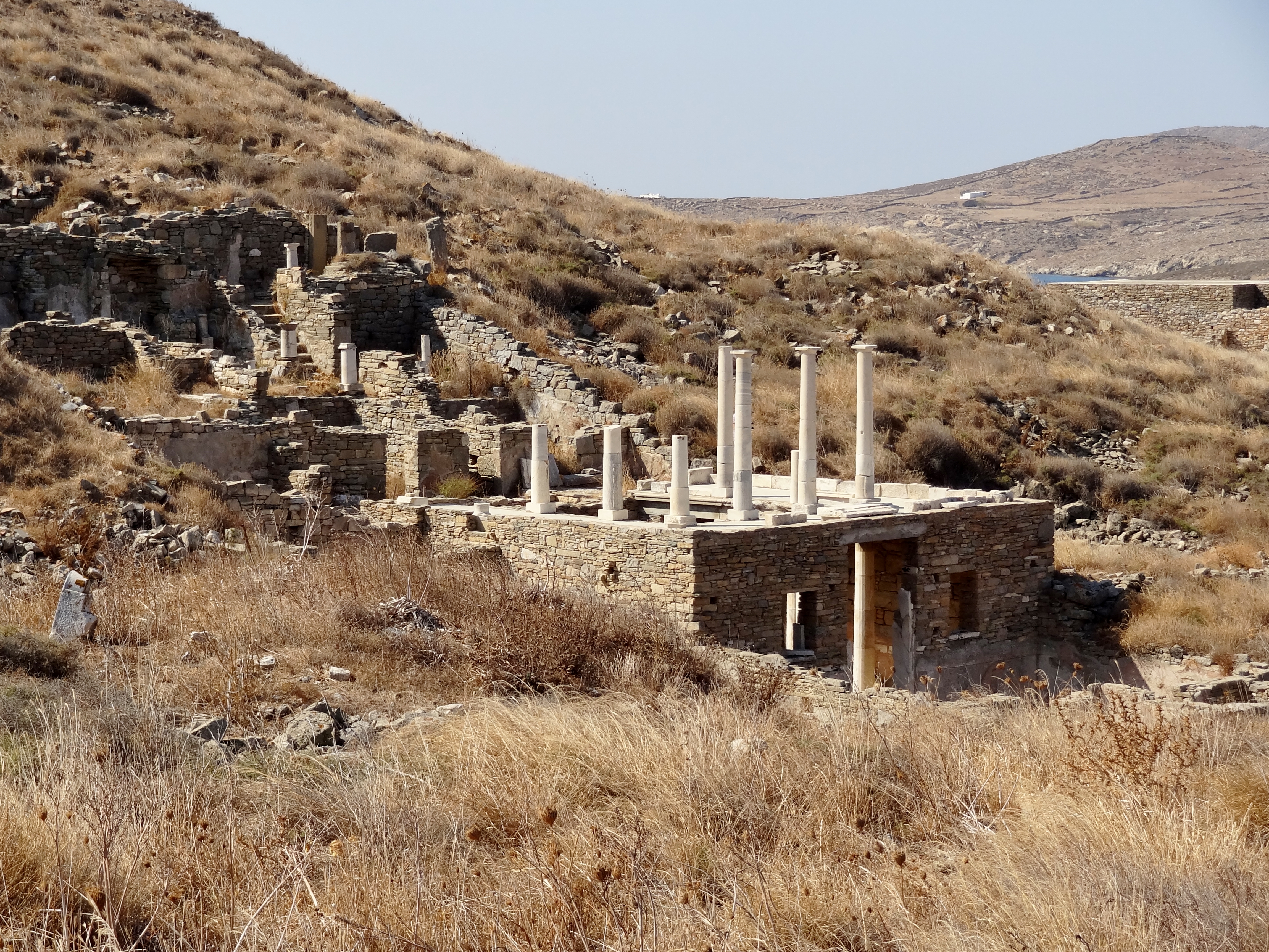
Templul lui Hermes din Delos, Grecia

Cultele zeilor mitologiei grecești sunt vechi și adevărata lor întindere și popularitate este greu de determinat la acest moment. Ce rămâne se bazează pe mărturiile celor care trăiră atunci, printre care geografi și călători precum Strabon și Pausanias, și descoperiri arheologice.
Există doar trei temple cunoscute ca fiind dedicate în mod special lui Hermes în perioada clasică, toate în Arcadia. Deși există câteva referiri în literatura antică la „numeroasele” temple ale lui Hermes, aceasta poate fi o licență poetică care descrie omniprezentele herme, sau alte sanctuare mai mici ale lui Hermes situate în templele altor zeități. Unul dintre cele mai vechi locuri de cult pentru Hermes a fost Muntele Cyllene din Arcadia, unde unele mituri spun că s-a născut. Tradiția susține că primul său templu a fost construit de Lycaon. De acolo, cultul lui Hermes ar fi fost dus la Atena, de unde a iradiat în întreaga Grecie.
Ca patron al gimnasticii și al luptelor, Hermes avea statui în gimnazii și era venerat și în sanctuarul celor doisprezece zei din Olympia, unde grecii sărbătoreau Jocurile Olimpice. Statuia sa era ținută pe un altar dedicat lui și lui Apollo.

### Festivaluri
Sărbătoarea lui Hermes era Hermaea, celebrată cu sacrificii în cinstea zeului prin atletism și gimnastică, fiind posibil să fi fost înființată în secolul al VI-lea î.Hr., dar nu există documente despre acest festival înainte de secolul al IV-lea î.Hr. Cu toate acestea, Platon a afirmat că Socrate a participat la o ediție. Dintre toate festivalurile care implicau jocuri grecești, acestea se asemănau cel mai mult cu niște inițieri, deoarece participarea la ele era limitată la băieții tineri și excludea adulții.
În afară de Hermaea de la Pheneos, Atena și Cydonia, diverse surse atestă celebrarea Hermaea pe insula Salamis din Attica, la Tanagra în Beoția, la Pellene în Achaea, în Laconia, la Argos (unde aveau loc în luna lui Hermaios), la Delos, la Teos, la Pergam, în Chersonese din Tracia, la Odessos și la Hermaion pe Bosfor.

## Galerie

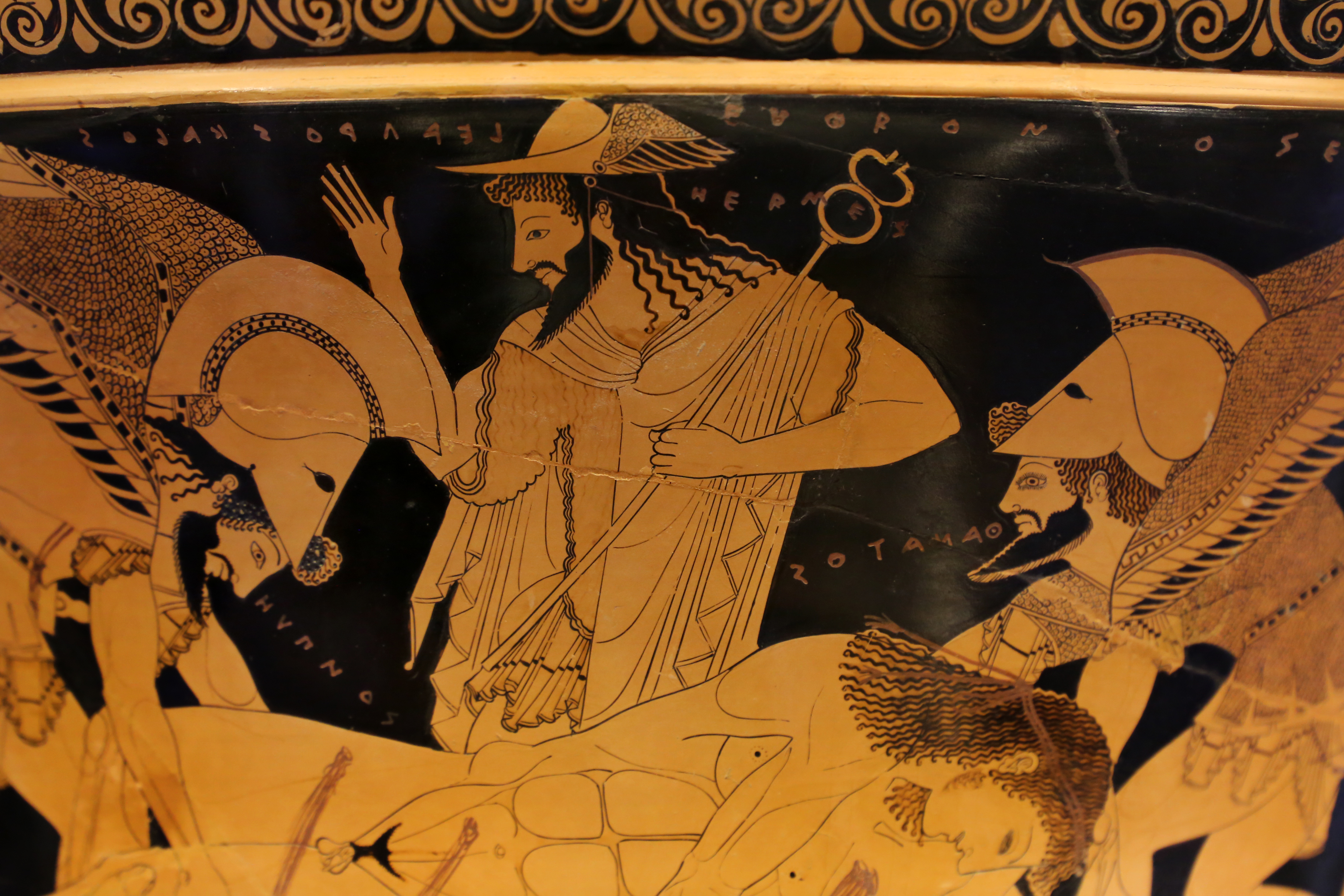
Vas ilustrând o scenă din Iliada. Hermes asistă ridicarea trupului lui Sarpedon de către Hypnos și Thanatos. (Muzeul Arheologic din Cerveteri)
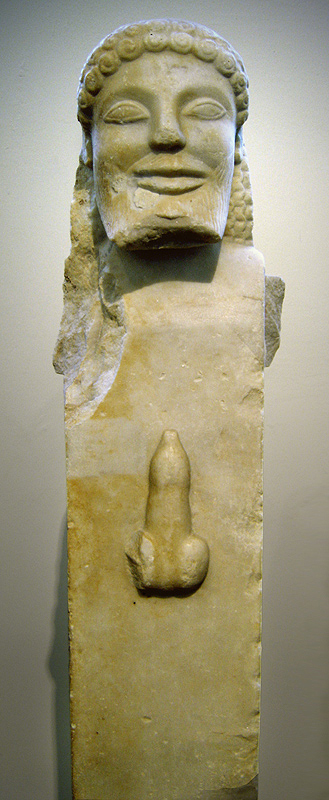
Hermă cu chipul lui Hermes și falus erect (c. 520 î.Hr.)
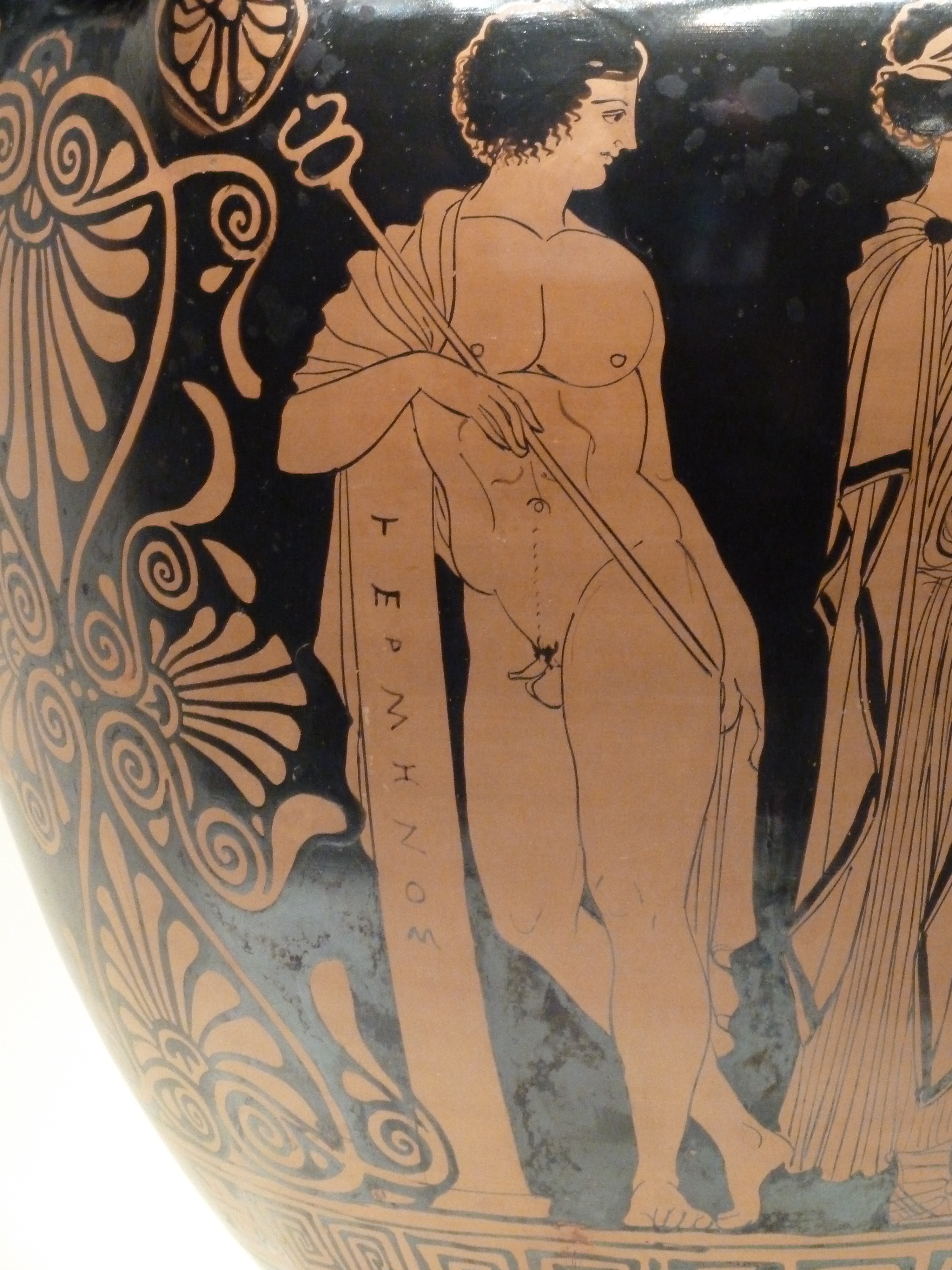
Vas cu Hermes (415-400 î.Hr.)
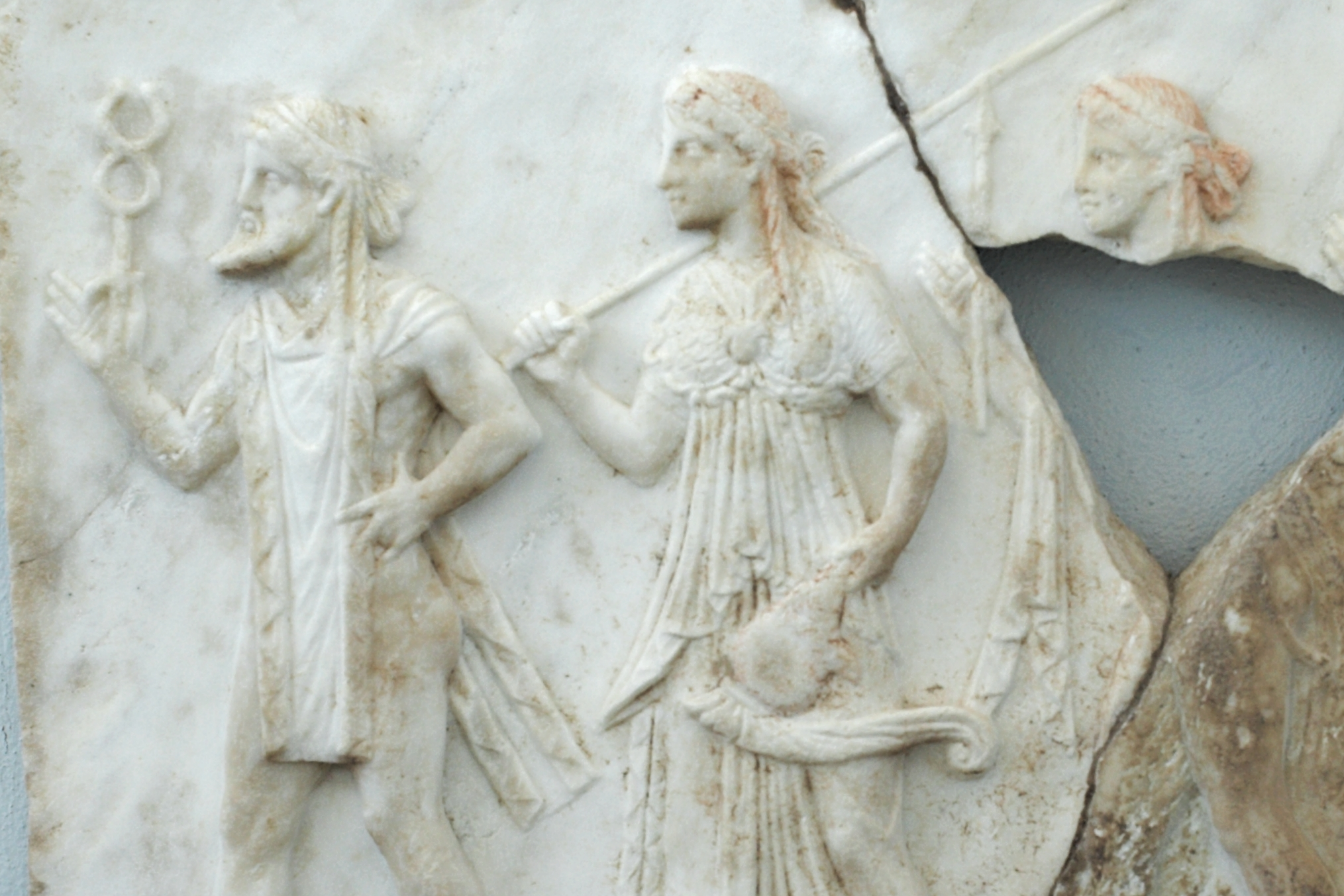
Relief cu Hermes, Atena și Apollo (secolul al II-lea î.Hr., Muzeul Arheologic din Delos)
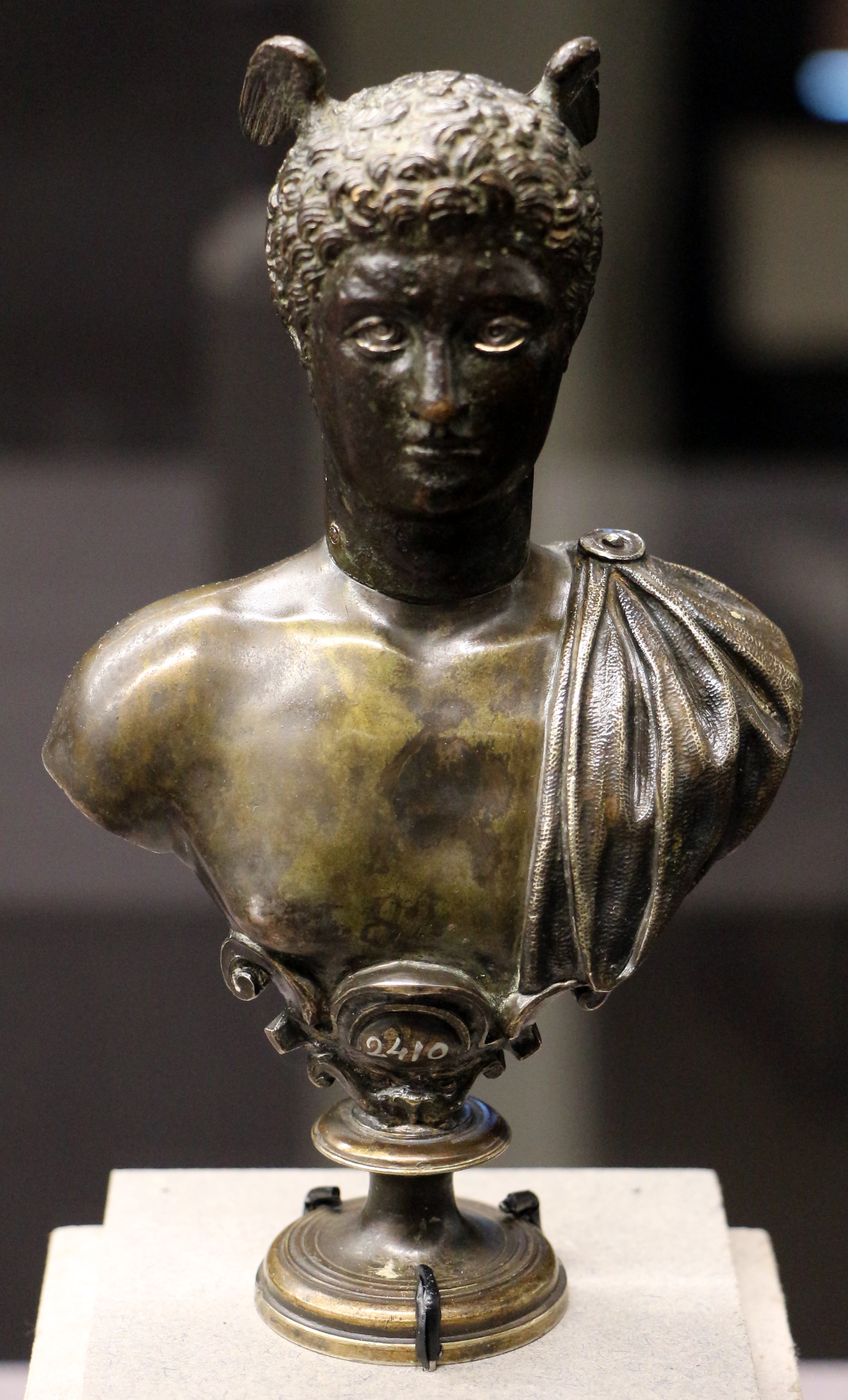
Bustul zeului Mercur (Hermes)

## Genealogia lui Hermes
|                                   |                                   |                                   |                                   |                                   |                                   |  |  |         |         |         |         |         |         |         |         |         |         |         |         |         |         |         |         |         |         |        |        |        |        |        |        |          |        |   |   |           |           |           |           |           |           |  |  |          |          |          |          |          |          |  |  |       |       |       |       |       |       |       |       |         |         |         |         |         |         |  |  |        |        |        |        |        |        |
|                                   |                                   |                                   |                                   |                                   |                                   |  |  |         |         |         |         |         |         |         |         |         |         |         |         |         |         |         |         |         |         |        |        | Uranus | Uranus | Uranus | Uranus | Uranus   | Uranus |   |   | Gaia      | Gaia      | Gaia      | Gaia      | Gaia      | Gaia      |  |  |          |          |          |          |          |          |  |  |       |       |       |       |       |       |       |       |         |         |         |         |         |         |  |  |        |        |        |        |        |        |
|                                   |                                   |                                   |                                   |                                   |                                   |  |  |         |         |         |         |         |         |         |         |         |         |         |         |         |         |         |         |         |         |        |        | Uranus | Uranus | Uranus | Uranus | Uranus   | Uranus |   |   | Gaia      | Gaia      | Gaia      | Gaia      | Gaia      | Gaia      |  |  |          |          |          |          |          |          |  |  |       |       |       |       |       |       |       |       |         |         |         |         |         |         |  |  |        |        |        |        |        |        |
|                                   |                                   |                                   |                                   |                                   |                                   |  |  |         |         |         |         |         |         |         |         |         |         |         |         |         |         |         |         |         |         |        |        |        |        |        |        |          |        |   |   |           |           |           |           |           |           |  |  |          |          |          |          |          |          |  |  |       |       |       |       |       |       |       |       |         |         |         |         |         |         |  |  |        |        |        |        |        |        |
|                                   |                                   |                                   |                                   |                                   |                                   |  |  |         |         |         |         |         |         |         |         |         |         |         |         |         |         |         |         |         |         |        |        |        |        |        |        |          |        |   |   |           |           |           |           |           |           |  |  |          |          |          |          |          |          |  |  |       |       |       |       |       |       |       |       |         |         |         |         |         |         |  |  |        |        |        |        |        |        |
| Testiculele tăiate ale lui Uranus | Testiculele tăiate ale lui Uranus | Testiculele tăiate ale lui Uranus | Testiculele tăiate ale lui Uranus | Testiculele tăiate ale lui Uranus | Testiculele tăiate ale lui Uranus |  |  | Iapetus | Iapetus | Iapetus | Iapetus | Iapetus | Iapetus |         |         | Oceanus | Oceanus | Oceanus | Oceanus | Oceanus | Oceanus |         |         | Tethys  | Tethys  | Tethys | Tethys | Tethys | Tethys |        |        |          |        |   |   |           |           |           |           |           |           |  |  | Cronus   | Cronus   | Cronus   | Cronus   | Cronus   | Cronus   |  |  | Rhea  | Rhea  | Rhea  | Rhea  | Rhea  | Rhea  |       |       |         |         |         |         |         |         |  |  |        |        |        |        |        |        |
| Testiculele tăiate ale lui Uranus | Testiculele tăiate ale lui Uranus | Testiculele tăiate ale lui Uranus | Testiculele tăiate ale lui Uranus | Testiculele tăiate ale lui Uranus | Testiculele tăiate ale lui Uranus |  |  | Iapetus | Iapetus | Iapetus | Iapetus | Iapetus | Iapetus |         |         | Oceanus | Oceanus | Oceanus | Oceanus | Oceanus | Oceanus |         |         | Tethys  | Tethys  | Tethys | Tethys | Tethys | Tethys |        |        |          |        |   |   |           |           |           |           |           |           |  |  | Cronus   | Cronus   | Cronus   | Cronus   | Cronus   | Cronus   |  |  | Rhea  | Rhea  | Rhea  | Rhea  | Rhea  | Rhea  |       |       |         |         |         |         |         |         |  |  |        |        |        |        |        |        |
|                                   |                                   |                                   |                                   |                                   |                                   |  |  |         |         |         |         |         |         |         |         |         |         |         |         |         |         |         |         |         |         |        |        |        |        |        |        |          |        |   |   |           |           |           |           |           |           |  |  |          |          |          |          |          |          |  |  |       |       |       |       |       |       |       |       |         |         |         |         |         |         |  |  |        |        |        |        |        |        |
|                                   |                                   |                                   |                                   |                                   |                                   |  |  |         |         |         |         |         |         |         |         |         |         |         |         |         |         |         |         |         |         |        |        |        |        |        |        |          |        |   |   |           |           |           |           |           |           |  |  |          |          |          |          |          |          |  |  |       |       |       |       |       |       |       |       |         |         |         |         |         |         |  |  |        |        |        |        |        |        |
|                                   |                                   |                                   |                                   |                                   |                                   |  |  |         |         |         |         | Clymene | Clymene | Clymene | Clymene | Clymene | Clymene |         |         | Pleione | Pleione | Pleione | Pleione | Pleione | Pleione |        |        | Zeus   | Zeus   | Zeus   | Zeus   | Zeus     | Zeus   |   |   | Hera      | Hera      | Hera      | Hera      | Hera      | Hera      |  |  | Poseidon | Poseidon | Poseidon | Poseidon | Poseidon | Poseidon |  |  | Hades | Hades | Hades | Hades | Hades | Hades |       |       | Demetra | Demetra | Demetra | Demetra | Demetra | Demetra |  |  | Hestia | Hestia | Hestia | Hestia | Hestia | Hestia |
|                                   |                                   |                                   |                                   |                                   |                                   |  |  |         |         |         |         | Clymene | Clymene | Clymene | Clymene | Clymene | Clymene |         |         | Pleione | Pleione | Pleione | Pleione | Pleione | Pleione |        |        | Zeus   | Zeus   | Zeus   | Zeus   | Zeus     | Zeus   |   |   | Hera      | Hera      | Hera      | Hera      | Hera      | Hera      |  |  | Poseidon | Poseidon | Poseidon | Poseidon | Poseidon | Poseidon |  |  | Hades | Hades | Hades | Hades | Hades | Hades |       |       | Demetra | Demetra | Demetra | Demetra | Demetra | Demetra |  |  | Hestia | Hestia | Hestia | Hestia | Hestia | Hestia |
|                                   |                                   |                                   |                                   |                                   |                                   |  |  |         |         |         |         |         |         |         |         |         |         |         |         |         |         |         |         |         |         |        |        |        |        |        |        |          |        |   |   |           |           |           |           |           |           |  |  |          |          |          |          |          |          |  |  |       |       |       |       |       |       |       |       |         |         |         |         |         |         |  |  |        |        |        |        |        |        |
|                                   |                                   |                                   |                                   |                                   |                                   |  |  |         |         |         |         |         |         |         |         |         |         |         |         |         |         |         |         |         |         |        |        |        |        |        |        |          |        |   |   |           |           |           |           |           |           |  |  |          |          |          |          |          |          |  |  |       |       |       |       |       |       |       |       |         |         |         |         |         |         |  |  |        |        |        |        |        |        |
|                                   |                                   |                                   |                                   |                                   |                                   |  |  | Atlas   | Atlas   | Atlas   | Atlas   | Atlas   | Atlas   |         |         |         |         |         |         |         |         |         |         |         |         |        |        |        |        |        |        |          |        | a | a | a         | a         | a         | a         |           |           |  |  |          |          |          |          |          |          |  |  |       |       |       |       |       |       |       |       |         |         |         |         |         |         |  |  |        |        |        |        |        |        |
|                                   |                                   |                                   |                                   |                                   |                                   |  |  | Atlas   | Atlas   | Atlas   | Atlas   | Atlas   | Atlas   |         |         |         |         |         |         |         |         |         |         |         |         |        |        |        |        |        |        |          |        | a | a | a         | a         | a         | a         |           |           |  |  |          |          |          |          |          |          |  |  |       |       |       |       |       |       |       |       |         |         |         |         |         |         |  |  |        |        |        |        |        |        |
|                                   |                                   |                                   |                                   |                                   |                                   |  |  |         |         |         |         |         |         |         |         |         |         |         |         |         |         |         |         |         |         |        |        |        |        |        |        |          |        |   |   |           |           | b         |           |           |           |  |  |          |          |          |          |          |          |  |  |       |       |       |       |       |       |       |       |         |         |         |         |         |         |  |  |        |        |        |        |        |        |
|                                   |                                   |                                   |                                   |                                   |                                   |  |  |         |         |         |         | Maia    |         |         |         |         |         |         |         |         |         |         |         |         |         |        |        |        |        |        |        |          |        |   |   |           |           |           |           |           |           |  |  |          |          |          |          |          |          |  |  |       |       |       |       |       |       |       |       |         |         |         |         |         |         |  |  |        |        |        |        |        |        |
|                                   |                                   |                                   |                                   |                                   |                                   |  |  |         |         |         |         |         |         |         |         |         |         |         |         |         |         |         |         |         |         |        |        |        |        |        |        |          |        |   |   |           |           |           |           |           |           |  |  |          |          |          |          |          |          |  |  |       |       |       |       |       |       |       |       |         |         |         |         |         |         |  |  |        |        |        |        |        |        |
|                                   |                                   |                                   |                                   |                                   |                                   |  |  |         |         |         |         |         |         |         |         |         |         |         |         |         |         |         |         |         |         |        |        | Ares   | Ares   | Ares   | Ares   | Ares     | Ares   |   |   | Hefaistos | Hefaistos | Hefaistos | Hefaistos | Hefaistos | Hefaistos |  |  |          |          |          |          |          |          |  |  |       |       |       |       |       |       |       |       |         |         |         |         |         |         |  |  |        |        |        |        |        |        |
|                                   |                                   |                                   |                                   |                                   |                                   |  |  |         |         |         |         |         |         |         |         |         |         | Hermes  | Hermes  | Hermes  | Hermes  | Hermes  | Hermes  |         |         |        |        | Ares   | Ares   | Ares   | Ares   | Ares     | Ares   |   |   | Hefaistos | Hefaistos | Hefaistos | Hefaistos | Hefaistos | Hefaistos |  |  |          |          |          |          |          |          |  |  |       |       |       |       | Metis | Metis | Metis | Metis | Metis   | Metis   |         |         |         |         |  |  |        |        |        |        |        |        |
|                                   |                                   |                                   |                                   |                                   |                                   |  |  |         |         |         |         |         |         |         |         |         |         | Hermes  | Hermes  | Hermes  | Hermes  | Hermes  | Hermes  |         |         |        |        |        |        |        |        |          |        |   |   |           |           |           |           |           |           |  |  |          |          |          |          |          |          |  |  |       |       |       |       | Metis | Metis | Metis | Metis | Metis   | Metis   |         |         |         |         |  |  |        |        |        |        |        |        |
|                                   |                                   |                                   |                                   |                                   |                                   |  |  |         |         |         |         |         |         |         |         |         |         |         |         |         |         |         |         |         |         |        |        |        |        |        |        | Atena    |        |   |   |           |           |           |           |           |           |  |  |          |          |          |          |          |          |  |  |       |       |       |       |       |       |       |       |         |         |         |         |         |         |  |  |        |        |        |        |        |        |
|                                   |                                   |                                   |                                   |                                   |                                   |  |  |         |         |         |         |         |         |         |         |         |         |         |         |         |         |         |         |         |         |        |        |        |        |        |        |          |        |   |   |           |           |           |           |           |           |  |  | Leto     |          |          |          |          |          |  |  |       |       |       |       |       |       |       |       |         |         |         |         |         |         |  |  |        |        |        |        |        |        |
|                                   |                                   |                                   |                                   |                                   |                                   |  |  |         |         |         |         |         |         |         |         |         |         |         |         |         |         |         |         |         |         |        |        |        |        |        |        |          |        |   |   |           |           |           |           |           |           |  |  |          |          |          |          |          |          |  |  |       |       |       |       |       |       |       |       |         |         |         |         |         |         |  |  |        |        |        |        |        |        |
|                                   |                                   |                                   |                                   |                                   |                                   |  |  |         |         |         |         |         |         |         |         |         |         |         |         |         |         |         |         |         |         |        |        |        |        |        |        |          |        |   |   |           |           |           |           |           |           |  |  |          |          |          |          |          |          |  |  |       |       |       |       |       |       |       |       |         |         |         |         |         |         |  |  |        |        |        |        |        |        |
|                                   |                                   |                                   |                                   |                                   |                                   |  |  |         |         |         |         |         |         |         |         |         |         |         |         |         |         |         |         |         |         |        |        |        |        |        |        |          |        |   |   |           |           |           |           |           |           |  |  |          |          |          |          |          |          |  |  |       |       |       |       |       |       |       |       |         |         |         |         |         |         |  |  |        |        |        |        |        |        |
|                                   |                                   |                                   |                                   |                                   |                                   |  |  |         |         |         |         |         |         |         |         |         |         |         |         |         |         |         |         |         |         |        |        | Apollo | Apollo | Apollo | Apollo | Apollo   | Apollo |   |   | Artemis   | Artemis   | Artemis   | Artemis   | Artemis   | Artemis   |  |  |          |          |          |          |          |          |  |  |       |       |       |       |       |       |       |       |         |         |         |         |         |         |  |  |        |        |        |        |        |        |
|                                   |                                   |                                   |                                   |                                   |                                   |  |  |         |         |         |         |         |         |         |         |         |         |         |         |         |         |         |         |         |         |        |        | Apollo | Apollo | Apollo | Apollo | Apollo   | Apollo |   |   | Artemis   | Artemis   | Artemis   | Artemis   | Artemis   | Artemis   |  |  | Semele   |          |          |          |          |          |  |  |       |       |       |       |       |       |       |       |         |         |         |         |         |         |  |  |        |        |        |        |        |        |
|                                   |                                   |                                   |                                   |                                   |                                   |  |  |         |         |         |         |         |         |         |         |         |         |         |         |         |         |         |         |         |         |        |        |        |        |        |        |          |        |   |   |           |           |           |           |           |           |  |  |          |          |          |          |          |          |  |  |       |       |       |       |       |       |       |       |         |         |         |         |         |         |  |  |        |        |        |        |        |        |
|                                   |                                   |                                   |                                   |                                   |                                   |  |  |         |         |         |         |         |         |         |         |         |         |         |         |         |         |         |         |         |         |        |        |        |        |        |        | Dionis   |        |   |   |           |           |           |           |           |           |  |  |          |          |          |          |          |          |  |  |       |       |       |       |       |       |       |       |         |         |         |         |         |         |  |  |        |        |        |        |        |        |
|                                   |                                   |                                   |                                   |                                   |                                   |  |  |         |         |         |         |         |         |         |         |         |         |         |         |         |         |         |         |         |         |        |        |        |        |        |        |          |        |   |   |           |           |           |           |           |           |  |  | Dione    |          |          |          |          |          |  |  |       |       |       |       |       |       |       |       |         |         |         |         |         |         |  |  |        |        |        |        |        |        |
|                                   |                                   |                                   |                                   |                                   |                                   |  |  |         |         |         |         |         |         |         |         |         |         |         |         |         |         |         |         |         |         |        |        |        |        |        |        |          |        |   |   |           |           |           |           |           |           |  |  |          |          |          |          |          |          |  |  |       |       |       |       |       |       |       |       |         |         |         |         |         |         |  |  |        |        |        |        |        |        |
| a                                 | a                                 | a                                 | a                                 | a                                 | a                                 |  |  |         |         |         |         |         |         |         |         |         |         |         |         |         |         |         |         |         |         |        |        |        |        |        |        |          |        | b | b | b         | b         | b         | b         |           |           |  |  |          |          |          |          |          |          |  |  |       |       |       |       |       |       |       |       |         |         |         |         |         |         |  |  |        |        |        |        |        |        |
| a                                 | a                                 | a                                 | a                                 | a                                 | a                                 |  |  |         |         |         |         |         |         |         |         |         |         |         |         |         |         |         |         |         |         |        |        |        |        |        |        |          |        | b | b | b         | b         | b         | b         |           |           |  |  |          |          |          |          |          |          |  |  |       |       |       |       |       |       |       |       |         |         |         |         |         |         |  |  |        |        |        |        |        |        |
|                                   |                                   |                                   |                                   |                                   |                                   |  |  |         |         |         |         |         |         |         |         |         |         |         |         |         |         |         |         |         |         |        |        |        |        |        |        |          |        |   |   |           |           |           |           |           |           |  |  |          |          |          |          |          |          |  |  |       |       |       |       |       |       |       |       |         |         |         |         |         |         |  |  |        |        |        |        |        |        |
|                                   |                                   |                                   |                                   |                                   |                                   |  |  |         |         |         |         |         |         |         |         |         |         |         |         |         |         |         |         |         |         |        |        |        |        |        |        | Afrodita |        |   |   |           |           |           |           |           |           |  |  |          |          |          |          |          |          |  |  |       |       |       |       |       |       |       |       |         |         |         |         |         |         |  |  |        |        |        |        |        |        |